# Mùa xuân vắng lặng
Mùa xuân vắng lặng (tiếng Anh: Silent Spring) là một cuốn sách về đề tài khoa học môi trường của Rachel Carson. Tác phẩm được xuất bản vào ngày 27 tháng 9 năm 1962 và ghi lại những tác động xấu đến môi trường do sử dụng bừa bãi thuốc bảo vệ thực vật. Carson đã buộc tội ngành công nghiệp hóa chất phát tán những thông tin sai lệch, còn các quan chức nhà nước thì đồng thuận các tuyên bố tiếp thị của ngành công nghiệp này mà không mảy may ngờ vực.
Bắt đầu từ cuối những năm 1950, tức trước thời điểm xuất bản cuốn sách, Carson đã tập trung chú ý đến việc bảo vệ môi trường, đặc biệt là các vấn đề môi trường mà cô tin là do thuốc trừ sâu tổng hợp gây ra. Từ đó, kết quả nghiên cứu của cô là Mùa xuân vắng lặng ra đời, làm cho dư luận Mỹ tỏ ra quan ngại về môi trường. Cuốn sách đã chịu sự phản đối dữ dội của các công ty hóa chất. Nhưng nhờ vào hiệu ứng dư luận, tác phẩm lại xúc tiến nhiều thay đổi. Tác phẩm đã thúc đẩy đảo ngược chính sách quốc gia về thuốc trừ sâu của Hoa Kỳ, dẫn đến lệnh cấm sử dụng DDT trên toàn quốc trong nền nông nghiệp, và giúp truyền cảm hứng cho một phong trào môi trường rồi hình thành nên Cơ quan Bảo vệ Môi trường Hoa Kỳ.
Năm 1996, cuốn sách tiếp theo, Beyond Silent Spring do HF van Emden và David Peakall đồng chắp bút được xuất bản. Năm 2006, Mùa xuân vắng lặng được các biên tập viên của tạp chí Discover vinh danh là một trong 25 cuốn sách khoa học vĩ đại nhất mọi thời đại.

## Nghiên cứu và tác phẩm

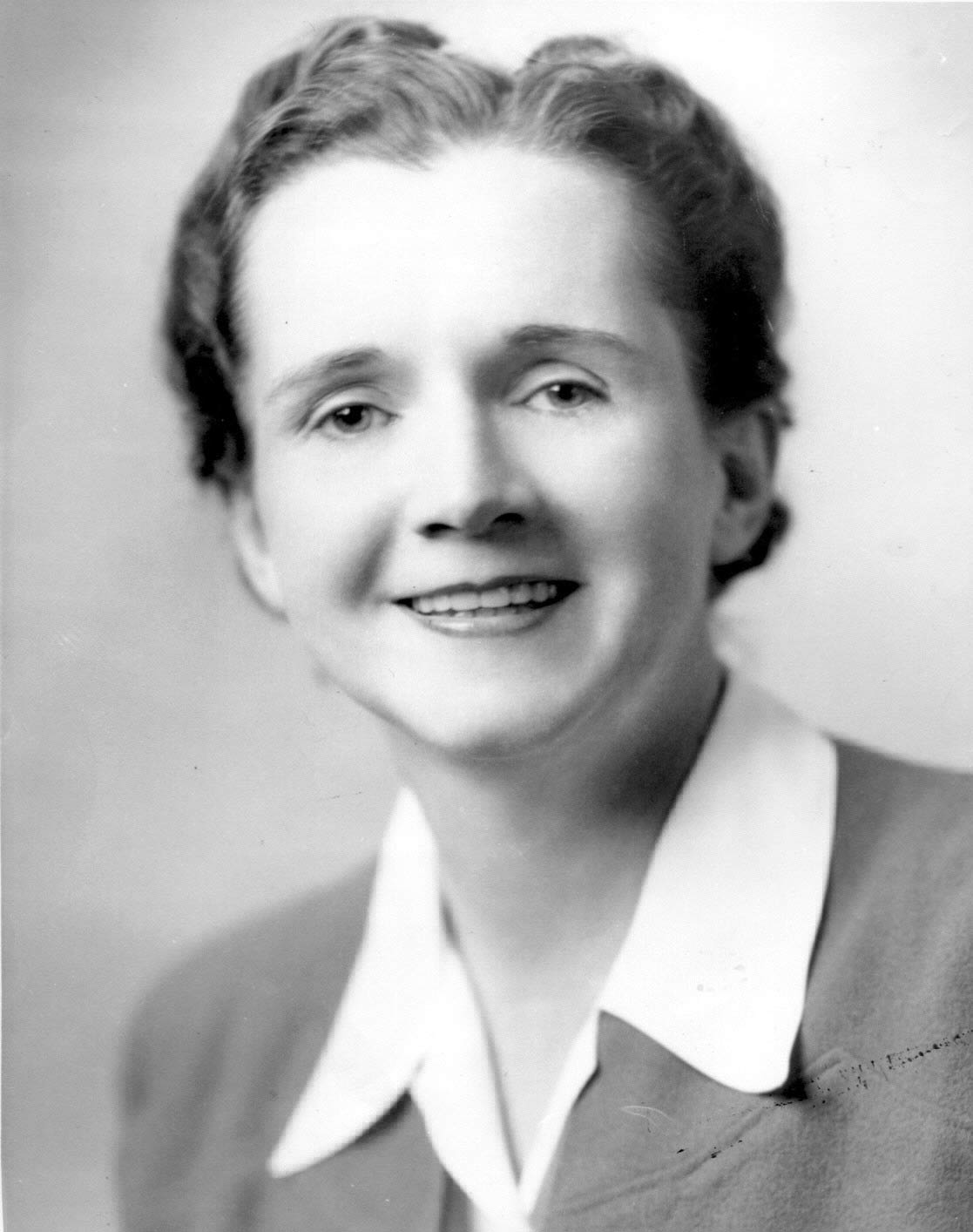
Chân dung tác giả cuốn sách, Rachel Carson vào năm 1940

Vào giữa những năm 1940, Carson bắt đầu lo ngại về việc sử dụng thuốc trừ sâu tổng hợp, mà nhiều loại thuốc trong số đó đã được phát triển thông qua tài trợ quân sự cho khoa học sau Thế chiến II. Chương trình diệt trừ kiến lửa năm 1957 của Bộ Nông nghiệp Hoa Kỳ có nhiều chuyên mục như phun DDT từ trên không, trộn các loại thuốc trừ sâu khác với dầu nhiên liệu, và phun thuốc của đất tư nhân; chúng đã thúc đẩy công việc nghiên cứu của Carson, và cuốn sách tiếp theo của cô, về thuốc trừ sâu và chất độc môi trường. Các chủ đất ở Long Island đã đệ đơn yêu cầu ngừng phun thuốc, và nhiều người ở các vùng bị ảnh hưởng đã theo dõi sát sao vụ việc. Mặc dù vụ kiện đã thất bại, nhưng Tòa án Tối cao đã cấp cho những người khởi kiện quyền có được các lệnh chống lại những thiệt hại có thể xảy ra với môi trường trong tương lai, tạo cơ sở cho các hành động môi trường sau này.
Động lực thúc đẩy sáng tác Mùa xuân vắng lặng là một lá thư được viết vào tháng 1 năm 1958 bởi người bạn của Carson, Olga Owens Huckins, gửi cho The Boston Herald. Bức thư mô tả cái chết của những con chim xung quanh khu nhà của cô ấy do việc phun DDT từ trên không để diệt muỗi. Carson sau đó đã viết rằng bức thư này là động lực thúc đẩy cô nghiên cứu các vấn đề môi trường do thuốc trừ sâu hóa học gây ra.
Hiệp hội Nhà tự nhiên học Audubon tích cực phản đối các chương trình phun hóa chất và đã tuyển dụng Carson để giúp công khai các hoạt động phun thuốc của chính phủ Hoa Kỳ và các nghiên cứu liên quan. Carson bắt đầu dự án Mùa xuân vắng lặng kéo dài 4 năm bằng cách thu thập các thí dụ về thiệt hại môi trường do DDT gây ra. Cô cố gắng giành được cơ hội cộng tác với nhà viết tiểu luận E. B. White, một số nhà báo và nhà khoa học cho mục đích của mình. Đến năm 1958, Carson đã sắp xếp xong một hợp đồng xuất bản sách, với kế hoạch đồng viết với nhà báo khoa học Edwin Diamond của Newsweek. Tuy nhiên, khi The New Yorker ủy thác một bài báo dài và nhuận bút cao về chủ đề từ Carson, cô bắt đầu cân nhắc viết nhiều hơn phần mở đầu và kết luận như đã định; nó nhanh chóng trở thành một dự án độc lập. Diamond sau đó đã viết một trong những bài phê bình gay gắt nhất về Mùa xuân vắng lặng.
Khi nghiên cứu đang được thực hiện, Carson đã tìm thấy một cộng đồng lớn các nhà khoa học đang ghi lại các tác động sinh lý và môi trường của thuốc trừ sâu. Cô tận dụng mối quan hệ cá nhân của mình với nhiều nhà khoa học trong chính phủ, những người đã cung cấp cho cô thông tin bí mật về chủ đề này. Từ việc đọc các tài liệu khoa học và phỏng vấn các nhà khoa học, Carson đã tìm ra hai nhóm nhà khoa học: những người bác bỏ mối nguy hiểm có thể có của việc phun thuốc trừ sâu trừ việc có bằng chứng đáng tin, và những người sẵn sàng tiếp nhận thông tin về khả năng gây hại của thuốc trừ sâu và sẵn sàng xem xét các phương pháp thay thế, chẳng hạn như kiểm soát dịch hại bằng biện pháp sinh học.
Đến năm 1959, Cơ quan Nghiên cứu Nông nghiệp của USDA đã đáp lại những lời chỉ trích của Carson và những người khác bằng một bộ phim dịch vụ công Fire Ants on Trial. Carson gọi đó là "sự tuyên truyền trắng trợn", là sự phớt lờ những nguy hiểm mà việc phun thuốc trừ sâu gây ra cho con người và động vật hoang dã. Vào mùa xuân năm đó, Carson đã viết một lá thư, đăng trên tờ The Washington Post, cho rằng sự suy giảm số lượng chim gần đây—theo cách nói của cô, là "sự im lặng của các loài chim"—do lạm dụng thuốc trừ sâu. Cùng năm đó, nhiều vụ thu hoạch nam việt quất tại Mỹ năm 1957, 1958 và 1959 bị phát hiện có chứa hàm lượng cao chất diệt cỏ aminotriazole trong quả và việc bán tất cả các sản phẩm nam việt quất đã bị tạm dừng. Carson đã tham dự các phiên tòa tiếp theo của FDA về việc sửa đổi các quy định về thuốc trừ sâu, và nản lòng trước những chiến thuật hung hãn của các đại diện ngành công nghiệp hóa chất, trong đó có lời khai của chuyên gia hoàn toàn trái ngược với phần lớn tài liệu khoa học mà cô đã nghiên cứu. Cô cũng băn khoăn về những "động lực tài chính đằng sau một số chương trình thuốc trừ sâu".
Nghiên cứu tại Thư viện Y khoa của Viện Y tế Quốc gia đã đưa Carson tiếp xúc với các nhà nghiên cứu y tế đang điều tra về hàng loạt hóa chất gây ung thư. Đặc biệt ý nghĩa hơn cả là công trình nghiên cứu của Viện Ung thư Quốc gia và giám đốc sáng lập bộ phận ung thư môi trường Wilhelm Hueper, người đã công nhận và phân loại nhiều loại thuốc trừ sâu là chất gây ung thư. Carson và trợ lý nghiên cứu của cô, Jeanne Davis, với sự giúp đỡ của thủ thư NIH - Dorothy Algire, đã tìm thấy bằng chứng chứng minh được mối liên hệ giữa thuốc trừ sâu và ung thư. Đối với Carson, bằng chứng về độc tính của một loạt các loại thuốc trừ sâu tổng hợp đã được xác định rõ ràng, mặc dù những kết luận như vậy gây tranh cãi rất nhiều trong cộng đồng nhỏ các nhà khoa học nghiên cứu chất sinh ung thư của thuốc trừ sâu.
Đến năm 1960, Carson đã có đủ tài liệu nghiên cứu và việc viết lách đang tiến triển nhanh chóng. Cô đã điều tra hàng trăm sự cố riêng lẻ về việc phơi nhiễm thuốc trừ sâu mà hậu quả là những căn bệnh của con người và thiệt hại về môi trường. Vào tháng 1 năm 1960, Carson bị một căn bệnh khiến cô nằm liệt giường trong nhiều tuần, dẫn đến cuốn sách bị trì hoãn. Khi gần như hồi phục hoàn toàn vào tháng 3, cô phát hiện ra u nang ở ngực trái và cần phải phẫu thuật cắt bỏ vú. Đến tháng 12 năm đó, Carson phát hiện ra mình bị ung thư vú, đã di căn. Nghiên cứu của cô cũng bị trì hoãn bởi công việc sửa đổi ấn bản mới của The Sea Around Us, và bởi một bài luận ảnh hợp tác với Erich Hartmann. Hầu hết các nghiên cứu và tác phẩm được thực hiện vào mùa thu năm 1960, ngoại trừ một cuộc thảo luận về nghiên cứu gần đó về các biện pháp kiểm soát sinh học và điều tra một số loại thuốc trừ sâu mới. Tuy nhiên, những trở ngại về sức khỏe đã làm trì hoãn các bản sửa đổi cuối cùng vào năm 1961 và đầu năm 1962.
Tựa đề của cuốn sách được lấy cảm hứng từ một bài thơ của John Keats, "La Belle Dame sans Merci", trong đó có câu "Cói khô héo trên hồ, Và không có chim hót." Ban đầu "Mùa xuân vắng lặng" được gợi ý để làm tiêu đề cho một chương về loài chim. Đến tháng 8 năm 1961, Carson đồng ý với gợi ý của người phụ trách văn học Marie Rodell rằng Mùa xuân vắng lặng sẽ là tựa đề ẩn dụ cho toàn bộ cuốn sách—gợi ý về một tương lai ảm đạm cho toàn bộ thế giới tự nhiên—chứ không phải là chỉ một chương nghĩa đen về sự vắng mặt của tiếng chim hót. Với sự chấp thuận của Carson, biên tập viên Paul Brooks tại Houghton Mifflin đã bổ sung các hình minh họa của Louis và Lois Darling, hai người này cũng tham gia thiết kế trang bìa. Phần viết cuối cùng là chương đầu tiên, "A Fable for Tomorrow" ("Truyền thuyết cho tương lai"), nhằm giới thiệu một cách nhẹ nhàng về một chủ đề nghiêm trọng. Đến giữa năm 1962, Brooks và Carson đã hoàn thành phần lớn việc biên tập và đang có kế hoạch quảng bá cuốn sách bằng cách gửi bản thảo để chọn từng cá nhân cho những đề xuất cuối cùng. Trong Mùa xuân vắng lặng, Carson đã dựa vào bằng chứng từ hai nông dân hữu cơ ở bang New York, Marjorie Spock và Mary Richards, và của người ủng hộ nông nghiệp biodynamic Ehrenfried Pfeiffer trong việc phát triển nội dung chống đối DDT.

## Nội dung
Chủ đề bao trùm của Mùa xuân vắng lặng là sự tác động mạnh mẽ—nhưng hơn hết là tiêu cực—của con người đối với thế giới tự nhiên. Lập luận chính của Carson là thuốc trừ sâu có tác động bất lợi đến môi trường; cô nói rằng chúng đúng hơn phải được gọi là "chất diệt sinh vật" vì tác dụng của chúng hiếm khi chỉ giới hạn ở các loài gây hại mục tiêu. DDT là một ví dụ điển hình, nhưng các loại thuốc trừ sâu tổng hợp khác—nhiều loại trong số đó có hiện tượng tích lũy sinh học—được xem xét kỹ lưỡng. Carson cáo buộc ngành công nghiệp hóa chất cố tình truyền bá thông tin sai lệch và các quan chức công chấp nhận các tuyên bố của ngành một cách thiếu cân nhắc. Phần lớn nội dung cuốn sách nói về tác động của thuốc trừ sâu đối với hệ sinh thái tự nhiên, nhưng có bốn chương trình bày chi tiết các trường hợp con người ngộ độc thuốc trừ sâu, ung thư và các bệnh khác do thuốc trừ sâu. Về DDT và ung thư, Carson chỉ nói:
Trong những thử nghiệm lên động vật ở phòng thí nghiệm, DDT đã gây ra những khối u gan đáng ngờ. Các nhà khoa học của Cục quản lý Thực phẩm và Dược phẩm, những người đã báo cáo việc phát hiện những khối u này, thì không chắc chắn về cách phân loại chúng, nhưng cảm giác có một số "lý do để coi chúng là ung thư biểu mô tế bào gan cấp thấp". Tiến sĩ Hueper [tác giả cuốn Occupational Tumors and Allied Diseases] hiện xếp DDT là một "chất sinh ung thư hóa học".

Carson dự đoán hậu quả sẽ gia tăng trong tương lai, đặc biệt là vì các loài gây hại có thể phát triển khả năng kháng thuốc trừ sâu và hệ sinh thái suy yếu sẽ trở thành con mồi cho các loài xâm lấn không lường trước được. Cuốn sách kết thúc với lời kêu gọi về một phương pháp sinh học để kiểm soát dịch hại thay thế cho thuốc trừ sâu hóa học.
Carson chưa bao giờ kêu gọi việc cấm hoàn toàn DDT. Trong Mùa xuân vắng lặng, cô nói rằng ngay cả khi DDT và các loại thuốc diệt côn trùng khác không có tác dụng phụ đối với môi trường, việc lạm dụng bừa bãi chúng vẫn phản tác dụng vì nó sẽ tạo ra khả năng kháng thuốc trừ sâu của côn trùng, khiến chúng trở nên vô dụng trong việc loại bỏ các quần thể côn trùng.
Không một ai có trách nhiệm cho rằng bệnh do côn trùng nên được bỏ qua. Đặt ra một câu hỏi khẩn trương là liệu có khôn ngoan hay có trách nhiệm khi phá giải vấn đề bằng những phương pháp đang nhanh chóng làm cho vấn đề trở nên tồi tệ hơn. Thế giới đã nghe kể nhiều về cuộc chiến đẩy lùi dịch bệnh hiển hách bằng việc kiểm soát các vật trung gian truyền bệnh từ côn trùng, nhưng lại ít được nghe từ đằng kia câu chuyện—những thất bại, những chiến thắng ngắn ngủi ủng hộ mạnh mẽ quan điểm đáng báo động rằng địch thù côn trùng đã thực sự trở nên mạnh mẽ hơn nhờ nỗ lực của chúng ta. Tệ hơn, chúng ta có lẽ đã phá hủy chính ý nghĩa của cuộc chiến.

Carson cũng nói rằng "Các chương trình sốt rét đang bị đe dọa bởi sự kháng thuốc của muỗi". Lời khuyên của Giám đốc Cục Bảo vệ Thực vật của Hà Lan được trích dẫn như sau: "Lời khuyên thiết thực chính là nên 'Phun càng ít càng tốt' thay vì 'Phun trong giới hạn khả năng của bạn'. Áp lực đối với quần thể sinh vật gây hại phải luôn ở mức nhẹ nhất có thể."

## Quảng bá và đón nhận
Carson và những người khác liên quan đến việc xuất bản Mùa xuân vắng lặng đã dự kiến về việc bị chỉ trích dữ dội và lo ngại cho khả năng bị kiện vì tội phỉ báng. Carson lúc đó đang được xạ trị vì căn bệnh ung thư và không thể có nhiều năng lượng để bảo vệ công việc của mình cũng như đáp lại những lời chỉ trích. Để chuẩn bị cho các cuộc tấn công được dự đoán trước, Carson và người đại diện của cô ấy cố gắng thu hút những người ủng hộ nổi bật trước khi cuốn sách được phát hành.
Hầu hết các chương khoa học của cuốn sách đã được xem xét bởi các nhà khoa học có chuyên môn mà Carson nhận thấy sự ủng hộ mạnh mẽ. Cô tham dự Hội nghị Nhà Trắng về Bảo tồn vào tháng 5 năm 1962; tại đó Houghton Mifflin đã phân phát các bản sao của Mùa xuân vắng lặng cho nhiều đại biểu và xúc tiến việc xuất bản nhiều kỳ sắp tới trên tờ The New Yorker. Carson cũng gửi một bản sao bằng chứng cho Phó Thẩm phán Tòa án Tối cao William O. Douglas, một người ủng hộ môi trường lâu năm, người đã phản đối việc tòa bác bỏ vụ phun thuốc trừ sâu ở Long Island và đã cung cấp cho Carson một số tài liệu có trong chương của cô ấy về thuốc diệt cỏ.
Mặc dù Mùa xuân vắng lặng đã tạo ra một mức độ quan tâm khá cao dựa trên việc quảng bá trước khi xuất bản, nhưng sự quan tâm trở nên gay gắt hơn khi sách được xuất bản nhiều kỳ, bắt đầu vào số ra ngày 16 tháng 6 năm 1962. Điều này đã khiến cuốn sách thu hút sự chú ý của ngành công nghiệp hóa chất và những người vận động hành lang của nó, cũng như công chúng Mỹ. Vào khoảng thời gian đó, khi Carson biết được rằng Mùa xuân vắng lặng được chọn làm cuốn sách của tháng cho tháng 10, cô nói rằng điều này sẽ "mang cuốn sách đến các trang trại và thôn xóm trên khắp đất nước – những người chẳng hình dung nổi hiệu sách ra sao – thì lại càng không biết đến The New Yorker là gì." Chiến dịch quảng bá khác bao gồm một bài xã luận tích cực trên The New York Times và các đoạn trích của phiên bản nhiều kỳ đã được đăng trên Tạp chí Audubon. Ngoài ra còn có một đợt công bố khác vào tháng 7 và tháng 8 khi các công ty hóa chất đáp trả. Câu chuyện về loại thuốc gây dị tật bẩm sinh thalidomide đã bị vỡ lở ngay trước khi cuốn sách được xuất bản, dẫn đến việc so sánh giữa Carson và Frances Oldham Kelsey, người đánh giá của Cục Quản lý Thực phẩm và Dược phẩm, người ngăn chặn việc bán thuốc ở Hoa Kỳ.

Ấn bản Cuốn sách của Tháng của Mùa xuân vắng lặng, bao gồm cả lời chứng thực của Thẩm phán Douglas, đã có số bản in đầu tiên là 150.000 bản.

Vào những tuần trước khi xuất bản ngày 27 tháng 9 năm 1962, đã có sự phản đối mạnh mẽ đối với Mùa xuân vắng lặng dấy lên từ ngành công nghiệp hóa chất. DuPont, nhà sản xuất chính của DDT và 2,4-D, và Công ty Hóa chất Velsicol, nhà sản xuất chlordane và heptachlor duy nhất, là những công ty đầu tiên phản đối. DuPont đã biên soạn một báo cáo mở rộng về mức độ đưa tin của cuốn sách và tác động ước tính đối với dư luận. Velsicol đe dọa hành động pháp lý chống lại Houghton Mifflin, The New Yorker và Tạp chí Audubon trừ khi các dự định tiếp theo của Mùa xuân vắng lặng theo kế hoạch của họ bị hủy bỏ. Các đại diện của ngành công nghiệp hóa chất và các nhà vận động hành lang đã nộp một loạt các khiếu nại không cụ thể, một số là nặc danh. Các công ty hóa chất và các tổ chức liên kết đã sản xuất các tài liệu, bài báo quảng cáo và bảo vệ việc sử dụng thuốc trừ sâu. Tuy nhiên, Carson và các luật sư của nhà xuất bản tin tưởng vào quá trình kiểm duyệt mà Mùa xuân vắng lặng đã trải qua. Việc xuất bản tạp chí và sách, cũng như việc in Cuốn sách của Tháng tiếp tục được tiến hành theo kế hoạch, trong đó có một tập sách nhỏ của William O. Douglas đã tán thành cuốn sách.
Nhà hóa sinh Robert White-Stevens của American Cyanamid và cựu nhà hóa học Cyanamid Thomas Jukes là một trong những nhà phê bình gay gắt nhất, đặc biệt về những phân tích của Carson về DDT. Theo White-Stevens, "Nếu con người làm theo lời khuyên của cô Carson, chúng ta sẽ quay trở lại Thời kỳ Đen tối, và côn trùng, bệnh tật và sâu bọ sẽ một lần nữa thừa hưởng Trái Đất". Những người khác công kích tính cách cá nhân cùng chứng chỉ khoa học của Carson, cho rằng cô được đào tạo về sinh vật biển hơn là hóa sinh. White-Stevens gọi cô là "người bảo vệ cuồng tín của việc sùng bái sự cân bằng của tự nhiên", trong khi cựu Bộ trưởng Nông nghiệp Hoa Kỳ Ezra Taft Benson, trong một bức thư gửi cho cựu Tổng thống Dwight D. Eisenhower đã nói rằng vì cô chưa kết hôn dù cho rất ưa nhìn, cô ấy "có lẽ là một người Cộng sản".
Monsanto đã xuất bản 5.000 bản sao của một tác phẩm nhại mang tên "Năm hoang tàn" (1962), dự kiến một thế giới đói kém và dịch bệnh do cấm thuốc trừ sâu.
Nhiều nhà phê bình liên tục nói rằng Carson đang kêu gọi loại bỏ tất cả các loại thuốc trừ sâu, nhưng cô ấy đã nói rõ rằng cô không ủng hộ điều này mà thay vào đó là khuyến khích việc sử dụng có trách nhiệm và được quản lý cẩn thận với nhận thức về tác động của hóa chất đối với hệ sinh thái. Cô kết thúc phần của mình về DDT trong Mùa xuân vắng lặng với lời khuyên nên phun càng ít càng tốt để hạn chế sự phát triển của kháng thuốc. Mark Hamilton Lytle viết, Carson "hoàn toàn tự giác khi quyết định viết một cuốn sách đặt câu hỏi về mô hình tiến bộ khoa học xác định nền văn hóa Mỹ thời hậu chiến".
Cộng đồng học thuật—bao gồm những người bảo vệ nổi tiếng như HJ Muller, Loren Eiseley, Clarence Cottam và Frank Egler—hầu hết đều ủng hộ các tuyên bố khoa học của cuốn sách. Chiến dịch của ngành công nghiệp hóa chất đã phản tác dụng vì cuộc tranh cãi đã làm tăng nhận thức của cộng đồng về những nguy cơ tiềm ẩn của thuốc trừ sâu, một ví dụ ban đầu về hiệu ứng Streisand. Sử dụng thuốc trừ sâu đã trở thành một vấn đề lớn của công chúng sau khi chương trình truyền hình đặc biệt của CBS Reports, The Silent Spring of Rachel Carson, được phát sóng vào ngày 3 tháng 4 năm 1963. Chương trình bao gồm các phân đoạn Carson nhắc đến trong Mùa xuân vắng lặng và các cuộc phỏng vấn với các chuyên gia khác, chủ yếu là các nhà phê bình bao gồm White-Stevens. Theo nhà viết tiểu sử Linda Lear, "đứng cạnh Tiến sĩ Robert White-Stevens có đôi mắt hoang dã, nói to mặc áo khoác trắng trong phòng thí nghiệm, Carson có thể là bất cứ ai ngoại trừ là kẻ báo động cuồng loạn mà các nhà phê bình cô ấy từng nói". Phản ứng từ khán giả ước tính từ mười đến mười lăm triệu người đánh giá vô cùng tích cực. Chương trình đã thúc đẩy quốc hội xem xét các mối nguy hiểm của thuốc trừ sâu và công bố báo cáo thuốc trừ sâu của Ủy ban Cố vấn Khoa học của Tổng thống. Trong vòng một năm sau khi xuất bản, các cuộc tấn công vào cuốn sách và Carson đã trở nên mất đà.
Vào một trong những lần xuất hiện trước công chúng cuối cùng, Carson đã làm chứng trước Ủy ban Cố vấn Khoa học của Tổng thống John F. Kennedy, ban hành báo cáo của mình vào ngày 15 tháng 5 năm 1963; đa số họ ủng hộ các tuyên bố khoa học của Carson. Sau khi báo cáo được công bố, Carson cũng đã làm chứng trước một tiểu ban của Thượng viện Hoa Kỳ để đưa ra các khuyến nghị chính sách. Mặc dù Carson đã nhận được hàng trăm lời mời diễn thuyết khác, nhưng cô không thể nhận lời hầu hết trong số đó vì sức khỏe ngày càng giảm sút của cô. Cô nói nhiều nhất có thể, xuất hiện trên The Today Show và phát biểu tại một số bữa tối được tổ chức để vinh danh cô. Cuối năm 1963, cô nhận được hàng loạt giải thưởng và danh hiệu: Huân chương Audubon từ Hiệp hội Audubon Quốc gia, Huân chương Địa lý Cullum từ Hiệp hội Địa lý Hoa Kỳ, và được nhận vào Học viện Văn học và Nghệ thuật Hoa Kỳ.
Năm 2009, viện nghiên cứu Competitive Enterprise Institute – nơi hoạt động tự do và được nhiều doanh nghiệp tài trợ đã xây dựng một trang web nhằm đổ tội Carson cho trường hợp tử vong vì sốt rét. Hành động này đã khiến cây viết tiểu sử William Souder phản bác dữ dội, ông cho rằng các nội dung xuyên tạc đó được sử dụng bởi những nhà vận động phản đối Mùa xuân vắng lặng.

## Bản dịch
Năm 1963, cuốn sách được dịch sang tiếng Đức (với tựa: Der stumme Frühling), và ấn bản tiếng Đức đầu tiên xuất bản, tiếp theo là một số ấn bản sau đó. Cùng năm đó, cuốn sách được dịch sang tiếng Pháp (với tên Printemps silencieux), và ấn bản tiếng Pháp đầu tiên cũng xuất bản. Năm 1964, cuốn sách được dịch sang tiếng Hà Lan (với tên "Dode lente"), theo Worldcat.org, ấn bản thứ hai được xuất bản vào năm 1962. Năm 1965, Mùa xuân vắng lặng được xuất bản tại Liên Xô bằng tiếng Nga (với tựa đề Безмолвная весна). Tên tiếng Ý của cuốn sách là Primavera silenziosa.; và tựa tiếng Tây Ban Nha là Primavera silenciosa.

## Ảnh hưởng

### Chủ nghĩa môi trường cơ sở và EPA
Công việc của Carson đã có tác động mạnh mẽ đến phong trào môi trường. Mùa xuân vắng lặng đã trở thành một điểm tập hợp cho phong trào xã hội mới trong những năm 1960. Theo kỹ sư môi trường và học giả Carson H. Patricia Hynes, "Mùa xuân vắng lặng đã thay đổi cán cân quyền lực trên thế giới". Công việc của Carson và chủ nghĩa hoạt động mà nó truyền cảm hứng một phần chịu trách nhiệm cho phong trào sinh thái sâu sắc và sức mạnh của phong trào môi trường cơ sở kể từ những năm 1960. Nó cũng có ảnh hưởng đến sự trỗi dậy của chủ nghĩa nữ quyền sinh thái và lên nhiều nhà khoa học về nữ quyền. Thành tựu rõ nét nhất của Carson trong phong trào môi trường là chiến dịch cấm sử dụng DDT ở Hoa Kỳ, và những nỗ lực liên quan để cấm hoặc hạn chế việc sử dụng nó trên toàn thế giới. Sự hình thành của Quỹ Phòng vệ Môi trường năm 1967 là cột mốc quan trọng đầu tiên trong chiến dịch chống DDT. Tổ chức đã khởi kiện chính phủ để "thiết lập quyền của công dân đối với một môi trường trong sạch", và các lập luận chống lại DDT phần lớn phản ánh Carson. Đến năm 1972, Quỹ Phòng vệ Môi trường và các nhóm hoạt động khác đã thành công trong việc đảm bảo loại bỏ dần việc sử dụng DDT ở Hoa Kỳ, trừ những trường hợp khẩn cấp.
Việc Chính quyền Nixon thành lập Cơ quan Bảo vệ Môi trường (EPA) vào năm 1970 giải quyết một mối quan tâm khác mà Carson đã từng viết. Cho đến lúc đó, USDA chịu trách nhiệm cả về việc điều chỉnh thuốc trừ sâu lẫn thúc đẩy các mối quan tâm của ngành nông nghiệp; Carson coi đây là một xung đột lợi ích, vì cơ quan này không chịu trách nhiệm về những ảnh hưởng đối với động vật hoang dã hoặc các mối quan tâm khác về môi trường ngoài chính sách về trang trại. Mười lăm năm sau khi thành lập, một nhà báo đã mô tả EPA là "cái bóng mở rộng của Mùa xuân vắng lặng". Phần lớn công việc ban đầu của cơ quan, chẳng hạn như việc thực thi Đạo luật Thuốc trừ sâu, Thuốc diệt nấm và Loài gặm nhấm Liên bang năm 1972, liên quan trực tiếp đến công việc của Carson. Trái ngược với quan điểm của ngành công nghiệp thuốc trừ sâu, hành động loại bỏ DDT do EPA (do William Ruckelshaus lãnh đạo) ngụ ý rằng không có cách nào để điều chỉnh thỏa đáng việc sử dụng DDT. Kết luận của Ruckelshaus là DDT không thể được sử dụng một cách an toàn. Giáo sư lịch sử Gary Kroll đã viết, "Mùa xuân vắng lặng của Rachel Carson đóng một vai trò lớn trong việc khẳng định sinh thái học như một 'chủ thể lật đổ'—như một quan điểm chống lại chủ nghĩa duy vật, chủ nghĩa khoa học và sự kiểm soát thiên nhiên bằng những phát minh công nghệ".
Trong một cuộc phỏng vấn năm 2013, Ruckelshaus kể lại ngắn gọn quyết định cấm DDT ngoại trừ những trường hợp sử dụng khẩn cấp, lưu ý rằng cuốn sách của Carson đề cập đến DDT và vì lý do đó, vấn đề này đã thu hút sự chú ý của công chúng.
Cựu Phó Tổng thống Hoa Kỳ và nhà môi trường Al Gore đã viết lời giới thiệu cho ấn bản năm 1992 của Mùa xuân vắng lặng. Ông viết: "Mùa xuân vắng lặng đã tác động vô cùng sâu sắc... Thật vậy, Rachel Carson là một trong những lý do khiến tôi trở nên có ý thức về môi trường và quan tâm hơn đến các vấn đề môi trường... [cô ấy] đã có nhiều ảnh hưởng đến tôi hơn bất kỳ ai, và có lẽ hơn tất cả những người khác."

### Tranh luận về chủ nghĩa môi trường và giới hạn DDT
Carson đã là mục tiêu của một số tổ chức đối đầu với phong trào môi trường, bao gồm Roger Bate của nhóm vận động ủng hộ DDT Châu Phi chống sốt rét và viện nghiên cứu Competitive Enterprise Institute; những nguồn này phản đối các hạn chế đối với DDT, cho rằng số lượng lớn người chết là do các giới hạn đó và cho rằng Carson phải chịu trách nhiệm về chúng. Những lập luận này đã bị cho là "thái quá" bởi nhà khoa học Socrates Litsios trước đây của WHO. May Berenbaum, nhà côn trùng học của Đại học Illinois, nói, "đổ lỗi cho các nhà môi trường phản đối DDT gây ra nhiều cái chết hơn Hitler còn tệ hơn là vô trách nhiệm." Nhà báo điều tra Adam Sarvana và những người khác mô tả khái niệm này như một "huyền thoại" do Roger Bate của nhóm vận động ủng hộ DDT Châu Phi chống sốt rét (AFM) cổ xúy.
Trong những năm 1990 và 2000, các chiến dịch chống lại cuốn sách này đã tăng thêm, một phần do nỗ lực của ngành công nghiệp thuốc lá nhằm gây ra sự nghi ngờ lớn hơn đối với chính sách dựa trên khoa học như một cách phản đối lệnh cấm hút thuốc. Một bài báo đánh giá năm 2012 trên tạp chí Nature của Rob Dunn kỷ niệm 50 năm Mùa xuân vắng lặng và tóm tắt những thay đổi tiến bộ về chính sách môi trường được thực hiện kể từ đó, đã thúc đẩy phản hồi trong một bức thư do Anthony Trewavas viết và đồng ký bởi 10 người khác, bao gồm Christopher Leaver, Bruce Ames, Richard Tren và Peter Lachmann, những người trích dẫn ước tính từ 60 đến 80 triệu ca tử vong "là kết quả của những nỗi sợ hãi sai lầm dựa trên bằng chứng kém hiểu biết".
Nhà viết tiểu sử Hamilton Lytle tin rằng những ước tính này là không thực tế, ngay cả khi Carson có thể bị "đổ lỗi" bởi các chính sách DDT trên toàn thế giới. John Quiggin và Tim Lambert đã viết, "đặc điểm nổi bật nhất của yêu sách chống lại Carson là dễ dàng bị bác bỏ". DDT chưa bao giờ bị cấm sử dụng để chống sốt rét, và lệnh cấm sử dụng nó trong nông nghiệp ở Hoa Kỳ vào năm 1972 không áp dụng bên ngoài Hoa Kỳ cũng như đối với việc phun thuốc chống sốt rét. Hiệp ước quốc tế cấm hầu hết việc sử dụng DDT và các loại thuốc trừ sâu clo hữu cơ khác—Công ước Stockholm năm 2001 về các chất ô nhiễm hữu cơ khó phân hủy (có hiệu lực vào năm 2004)—bao gồm việc miễn trừ việc sử dụng DDT để kiểm soát bệnh sốt rét cho đến khi có thể tìm được sản phẩm thay thế giá cả phải chăng. Việc phun DDT ngoài trời hàng loạt đã bị loại bỏ ở các nước nghèo bị sốt rét, chẳng hạn như Sri Lanka, trong những năm 1970 và 1980; điều này không phải do chính phủ cấm mà vì DDT đã mất khả năng tiêu diệt muỗi. Do chu kỳ sinh sản của côn trùng rất ngắn và số lượng con non lớn, nên những côn trùng kháng thuốc mạnh nhất vẫn tồn tại và truyền lại các đặc điểm di truyền của chúng cho con cái, chúng thay thế các côn trùng bị thuốc trừ sâu tiêu diệt tương đối nhanh chóng. Việc phun thuốc trừ sâu trong nông nghiệp tạo ra khả năng kháng thuốc trừ sâu trong 7 đến 10 năm.
Một số chuyên gia đã nói rằng những hạn chế được đặt ra đối với việc sử dụng DDT trong nông nghiệp đã làm tăng hiệu quả của nó trong việc kiểm soát bệnh sốt rét. Theo Amir Attaran, người ủng hộ DDT, kết quả của Công ước Stockholm (có hiệu lực vào năm 2004) cấm sử dụng DDT trong nông nghiệp "được cho là tốt hơn so với hiện trạng... Lần đầu tiên, hiện nay có một loại thuốc trừ sâu chỉ hạn chế trong việc kiểm soát vector, có nghĩa là việc chọn lọc muỗi kháng thuốc sẽ chậm hơn so với trước đây."

### Thành tựu
Mùa xuân vắng lặng đã góp mặt trong nhiều danh sách những cuốn sách phi hư cấu hay nhất thế kỷ 20. Nó đứng thứ năm trong Danh sách sách phi hư cấu hay nhất thế kỷ 20 của Thư viện hiện đại và xếp thứ 78 trong 100 sách phi hư cấu hay nhất thế kỷ 20 của National Review. Năm 2006, Mùa xuân vắng lặng được các biên tập viên của Tạp chí Discover vinh danh là một trong 25 cuốn sách khoa học vĩ đại nhất mọi thời đại. Vào năm 2012, Hiệp hội Hóa học Hoa Kỳ đã chỉ định di sản của Mùa xuân vắng lặng là một Địa danh Lịch sử Quốc gia về Hóa học tại Đại học Chatham ở Pittsburgh. Năm 1996, cuốn sách tiếp nối, Beyond Silent Spring, do HF van Emden và David Peakall đồng viết, được xuất bản.
Năm 2011, nhà soạn nhạc người Mỹ Steven Stucky đã viết giao hưởng thơ cùng tên là Silent Spring để kỷ niệm 50 năm ngày xuất bản cuốn sách. Tác phẩm được công chiếu lần đầu trên thế giới tại Pittsburgh vào ngày 17 tháng 2 năm 2012, với nhạc trưởng Manfred Honeck chỉ huy Dàn nhạc Giao hưởng Pittsburgh. Nhà tự nhiên học David Attenborough nhận định rằng Mùa xuân vắng lặng có lẽ là cuốn sách đã thay đổi thế giới khoa học nhiều nhất, sau Nguồn gốc các loài của Charles Darwin.